# رامون ارنستو کروز یوکلس
رامون ارنستو کروز یوکلس (انگلیسی: Ramón Ernesto Cruz Uclés)؛ زادهٔ ۴ ژانویه ۱۹۰۳ – درگذشتهٔ ۶ اوت ۱۹۸۵) سیاستمدار اهل هندوراس بود. او از ۷ ژوئن ۱۹۷۱ تا ۴ دسامبر ۱۹۷۲ رئیس‌جمهور هندوراس بود.
رامون ارنستو کروز یوکلس در ۶ اوت ۱۹۸۵، در سن ۸۲ سالگی درگذشت.